# Pals
Pals è un comune spagnolo di 2 046 abitanti situato nella comunità autonoma della Catalogna. Dagli anni '50 e fino a pochi anni fa fu sede di una stazione trasmittente che diffondeva le trasmissioni di Radio Liberty.